# Jocs Olímpics d'Hivern de 1928
Els Jocs Olímpics d'Hivern de 1928, oficialment anomenats II Jocs Olímpics d'Hivern, es van celebrar a la ciutat de Sankt Moritz (Suïssa) entre els dies 11 i 19 de febrer de 1928. Hi participaren un total de 464 esportistes (438 homes i 26 dones) de 25 comitès nacionals que competiren en 6 esports i 14 especialitats.
Aquests foren realment els primers Jocs Olímpics d'Hivern, ja que els Jocs Olímpics d'Hivern de 1924 realitzats a Chamonix (França) foren considerats així posteriorment pel Comitè Olímpic Internacional (COI) i en el seu moment fou un apèndix dels Jocs Olímpics d'Estiu de 1924 realitzats a París.

## Ciutats candidates
Inicialment el Comitè Olímpic Internacional (COI) decidí realitzar els segons Jocs Olímpics d'Hivern seguint el model dels Jocs Olímpics d'Hivern de 1924, o sigui, realitzant-se a la mateixa ciutat que els Jocs Olímpics d'Estiu i, per tant, s'haguessin hagut de realitzar a Amsterdam (Països Baixos). En no acceptar aquesta ciutat la proposta es postularen tres ciutats suïsses com a candidates: Davos, Engelberg i Sankt Moritz. En sessió del COI realitzada el 6 de maig de 1926 a la ciutat de Lisboa (Portugal) s'escollí per unanimitat la ciutat de Sankt Moritz com a seu dels Jocs Olímpics d'hivern de 1928.

## Comitès participants

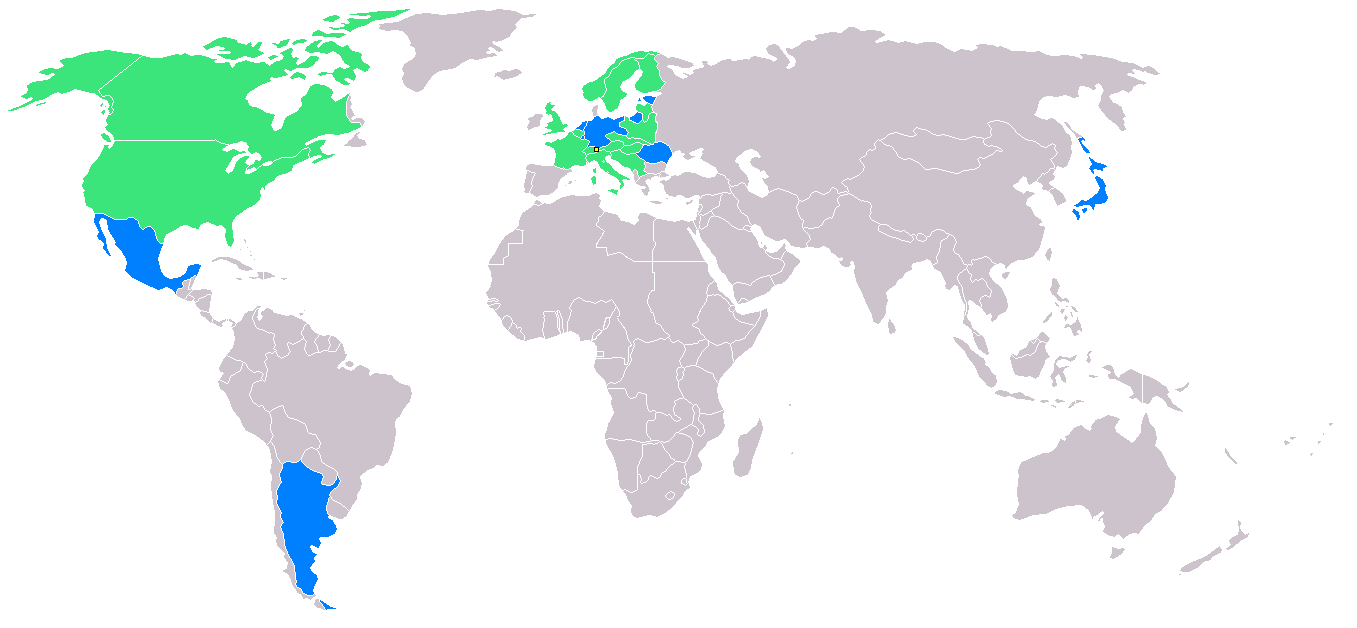
Comitès Olímpics participants. En blau els comitès debutants.

En aquests Jocs Olímpics participaren un total de 464 competidors, entre ells 438 homes i 26 dones, de 25 comitès nacionals diferents.
Feren la seva primera participació en uns Jocs Olímpics d'hivern els comitès d'Alemanya, Argentina (el primer comitè d'Amèrica del Sud), Estònia, Japó (el primer comitè d'Àsia), Lituània, Luxemburg, Mèxic, Països Baixos i Romania.
| - Alemanya (43) - Argentina (10) - Àustria (39) - Bèlgica (24) - Canadà (23) - Estats Units (24) - Estònia (2) - Finlàndia (18) - França (38) |  | - Hongria (14) - Itàlia (13) - Iugoslàvia (6) - Japó (6) - Letònia (1) - Lituània (1) - Luxemburg (5) - Mèxic (5) |  | - Noruega (25) - Països Baixos (7) - Polònia (26) - Regne Unit (32) - Romania (10) - Suècia (44) - Suïssa (41) - Txecoslovàquia (27) |

## Esports disputats
Un total de 6 esports foren disputats en aquests Jocs Olímpics, realitzant-se un total de 14 proves. En aquesta edició s'eliminà la prova de curling i s'incorporà l'skeleton. Així mateix la prova de patrulla militar passà a ser esport de demostració, i s'introduí el skikjoring.

## Fets destacats

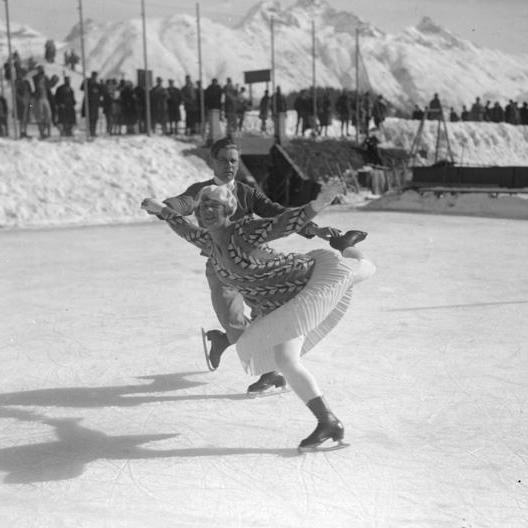
Imatge de la competició de patinatge artístic.

- El suec Per Eric Hedlung guanyà la prova de 50 quilòmetres d'esquí de fons amb 13 minunts d'avantatge sobre el segon classificat.
- L'equip canadenc d'hoquei sobre gel tornà a dominar la competició als Jocs Olímpics, igual que en les dues edicions anteriorment disputades.
- El patinador suec Gillis Grafström guanyà la tercera medalla d'or en patinatge artístic sobre gel.
- La noruega Sonja Henie, que havia deubtat en els anteriors Jocs Olímpics d'hivern amb 11 anys, aconseguí guanyar la primera de les seves tres medalles d'or en patinatge artístic.
- La prova de 10.000 metres de patinatge de velocitat sobre gel s'hagué de suspendre a causa del mal temps.

## Medaller

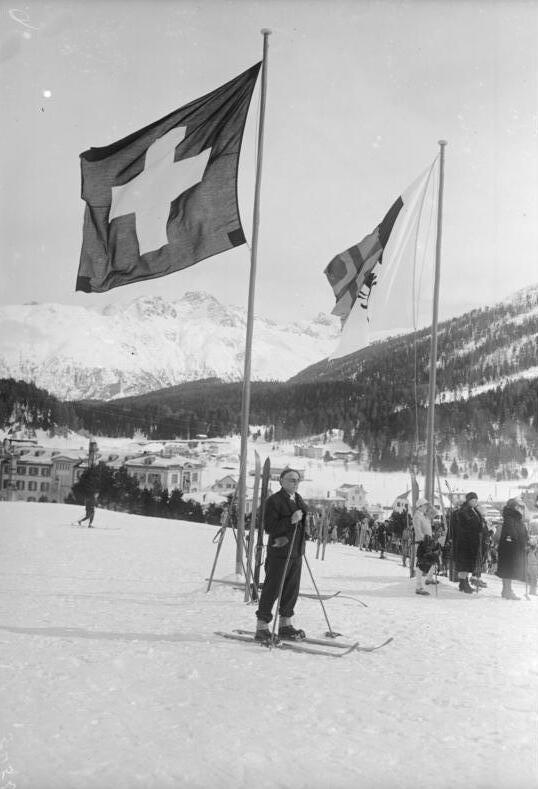
Imatge parcial de les banderes dels països participants.

Deu comitès amb més medalles en els Jocs Olímpics de 1928. País amfitrió ressaltat.
| Jocs Olímpics d'hivern de 1928 | Jocs Olímpics d'hivern de 1928 | Jocs Olímpics d'hivern de 1928 | Jocs Olímpics d'hivern de 1928 | Jocs Olímpics d'hivern de 1928 | Anells Olímpics |
| Posició                        | País                           | Or                             | Plata                          | Bronze                         | Total           |
| 1                              | Noruega                        | 6                              | 4                              | 5                              | 15              |
| 2                              | Estats Units                   | 2                              | 2                              | 2                              | 6               |
| 3                              | Suècia                         | 2                              | 2                              | 1                              | 5               |
| 4                              | Finlàndia                      | 2                              | 1                              | 1                              | 4               |
| 5                              | Canadà                         | 1                              | 0                              | 0                              | 1               |
| 5                              | França                         | 1                              | 0                              | 0                              | 1               |
| 7                              | Àustria                        | 0                              | 3                              | 1                              | 4               |
| 8                              | Alemanya                       | 0                              | 0                              | 1                              | 1               |
| 8                              | Bèlgica                        | 0                              | 0                              | 1                              | 1               |

### Medallistes més guardonats
| Atleta                | CON          | Disciplina                      | Or | Plata | Bronze | Total |
| Bernt Evensen         | Noruega      | Patinatge de velocitat          | 1  | 1     | 1      | 3     |
| Johan Grøttumsbraaten | Noruega      | Combinada nòrdica Esquí de fons | 2  | 0     | 0      | 2     |
| Clas Thunberg         | Finlàndia    | Patinatge de velocitat          | 2  | 0     | 0      | 2     |
| Jennison Heaton       | Estats Units | Bobsleigh Skeleton              | 1  | 1     | 0      | 2     |
| Ivar Ballangrud       | Noruega      | Patinatge de velocitat          | 1  | 0     | 1      | 2     |